# أحمد بن عبد العزيز المبارك
الشيخ أحمد بن عبد العزيز بن حمد بن عبد اللطيف آل الشيخ مبارك قاضي وفقيه مختص بالمذهب المالكي ولد بالأحساء سنة 1326هـ الموافق لـ 1908م. وهو أبن أسرة مشهورة بالفقه والقضاء، يعود نسبها لقبيلة تميم، بعد أكماله لمشواره التعليمي أشتغل بالقضاء والإمامة والتدريس والخطابة والوعظ والإرشاد والتأليف في كل من المملكة العربية السعودية ودولة الإمارات العربية المتحدة توفي سنة 1409هـ الموافق لـ 1988 بمحافظة الإحساء بالسعودية.

## سيرته
بدأ الشيخ أحمد تعليمه في سن السابعة حينما بدأ بدراسة و حفظ القرآن الكريم في الكتاتيب المسماة بالمدارس الأهلية والتي كانت منتشرة أنذاك بالأحساء، ثم أنتقل إلى دبي حيت أكمل تعليمه، فتعلم الكتابة على الشيخ عبد الله بن موسى، ولما أتقنها، أعاده والده إلى منطقة الأحساء، حيث لازم الشيخ عبد الله بن سلطان القحطاني الذي أتمّ على يده حفظ القرآن الكريم، ومن هنا انتقل مرة ثانية إلى دبي، ليلتحق بالمدرسة الأحمدية، التي أنشأها بعض الفضلاء لوالده، ليتخذ منها معهداً يدرس فيه العلوم العربية والدراسات الإسلامية. ليعود بعد ذلك إلى الأحساء، فيتابع تحصيله العلمي على يد والده وعمّه الشيخ إبراهيم بن عبد اللطيف، وغيرهما من العلماء، تنقل مع والده في مختلف الدول المجاورة للمملكة مثل الكويت والبحرين ودبي والعراق وتلك الرحلات أكسبته الشيء الكثير، وساعدته في التبحّر في علوم الدين وفي عام 1352هـ، اختاره الملك عبد العزيز ضمن لجنه لتثمين الأموال العامة في الأحساء، وفي عام 1355هـ الموافق لـ 1936م عين خطيبًا في مسجد الديرية بالرفعة بمدينة الهفوف بالأحساء حتى العام 1372هـ الموافق لـ 1952م بعد ذلك عين قاضيًا بالقطيف وبالتوازي خطيبًا بمسجد الظهران، وفي عام 1384هـ الموافق لـ 1964م نقل إلى محكمة الظهران وظل بها قاضيًا حتى العام 1389هـ الموافق لـ 1969م، لينتقل بعد ذلك لإمارة أبوظبي حيت عينه الشيخ زايد رئيسًا لدائرة القضاء الشرعي في أبوظبي وخلال توليه المنصب أسهم في تطوير القضاء الشرعي ونشر محاكم التقاضي في الإمارة، وبعد قيام الإتحاد في سنة 1971م عين مستشارًا شرعيًا في الدولة. إضافة للمناصب القضائية بدولة الإمارات عمل كإمام بمسجد أبوظبي الكبير وأمام لصلاة العيدين بمصلى الدولة الرئيسي. كما مثل الدولة في عدة ندوات ومؤتمرات دولية من أهمها مؤتمر الحوار بين الأديان. وصف بسعة الصدر وعرف بحرصه على صلة الرحم وأهتمامه بالأعمال الخيرية كانت له أتصالات ومراسلات بعدة علماء كعبد العزيز بن باز وأبو الحسن الندوي وعبدالله كنون ويوسف القرضاوي  توفي بالأحساء في الأربعاء 02-03-1409هـ الموافق لـ 13-10-1988م.

## بعض مؤلفاته[1]
- العلاقة الزوجية في ضوء الإسلام
- رسالة المسجد
- نظام القضاء في الإسلام
- الفتاوى الفقهية
- الأساس الإسلامي لمناهج التربية والتعليم